# 稲生村 (山形県)
稲生村（いなおいむら）は、かつて山形県西田川郡にあった村。

## 沿革
- 1889年（明治22年）4月1日 - 町村制施行に伴い西田川郡八日町村、番田村、日枝村、柳田村、島村が合併し、稲生村が発足。
- 1918年（大正7年）4月1日 - 西田川郡鶴岡町に編入され消滅[1]。